# 佐藤博暉
佐藤博暉（1959年9月3日—），日本男性動畫導演、編劇。

## 人物簡介
- 1988年參加大友克洋執導的《AKIRA》擔任助理導演而活躍。1991年的OVA首次擔任導演。1994年的《非常偶像Key》除了擔任導演之外，同時兼任原案、腳本。
- 1998年，由他企劃的動畫故事講述主角魔法師有一次不小心從天上掉落到地面之後展開他的成長之旅。卻因Marcus倒閉，該企劃也白紙化。
- 喜歡的飲品是RED DOG。

## 主要參加作品

### 電視動畫
- 忍者哈特利（1981年，分鏡、演出）※佐藤博明名義。
- 小麻煩千惠（1982年－1983年，分鏡、演出、演出助理）※佐藤博明名義。
- 湯匙婆婆（日语：スプーンおばさん (アニメ)）（1983年，分鏡、演出）
- 咪姆（1983年－1985年，分鏡、演出）
- （1986年－1987年，分鏡、演出）
- 小松君 (1988年版)（1989年，分鏡、演出）
- 少棒小魔投（1989年，分鏡、演出）
- 千惠奮戰記 小麻煩千惠（1991年－1992年，編劇、分鏡、演出）
- 蜜柑繪日記（1993年，分鏡）
- Anime Complex（日语：アニメコンプレックス）（1998年，OP&ED動畫）
  - 另外佐藤曾經構想提出企劃製作原創動畫。
- 辣妹當家（2001年，編劇）
- 吉宗（日语：吉宗 (パチスロ)#アニメ版）（2006年，導演、劇本統籌）
- WHITE ALBUM（2009年，全季編劇）

### 電影動畫
- 再見 銀河鐵道999，安卓梅達終點站（1981年，動畫）※佐藤博明名義。
- AKIRA（1988年，助理導演）

### OVA
- （1991年，導演）
- 非常偶像Key（1994年，原案、編劇、導演）
- 夢幻遊戲 -永光傳-（2001年，劇本統籌、編劇）

### CD
- HAPPY BOY（1997年，導演、編劇）
- （2001年，原作、編劇、演出）

### 書籍
- 妄想電器堂（《PCMAX》誌連載，1999年－2001年）

## 外部連結
- 鋼鐵睡魔 （日語）－佐藤博暉的官方個人網站。